# Oberntudorf

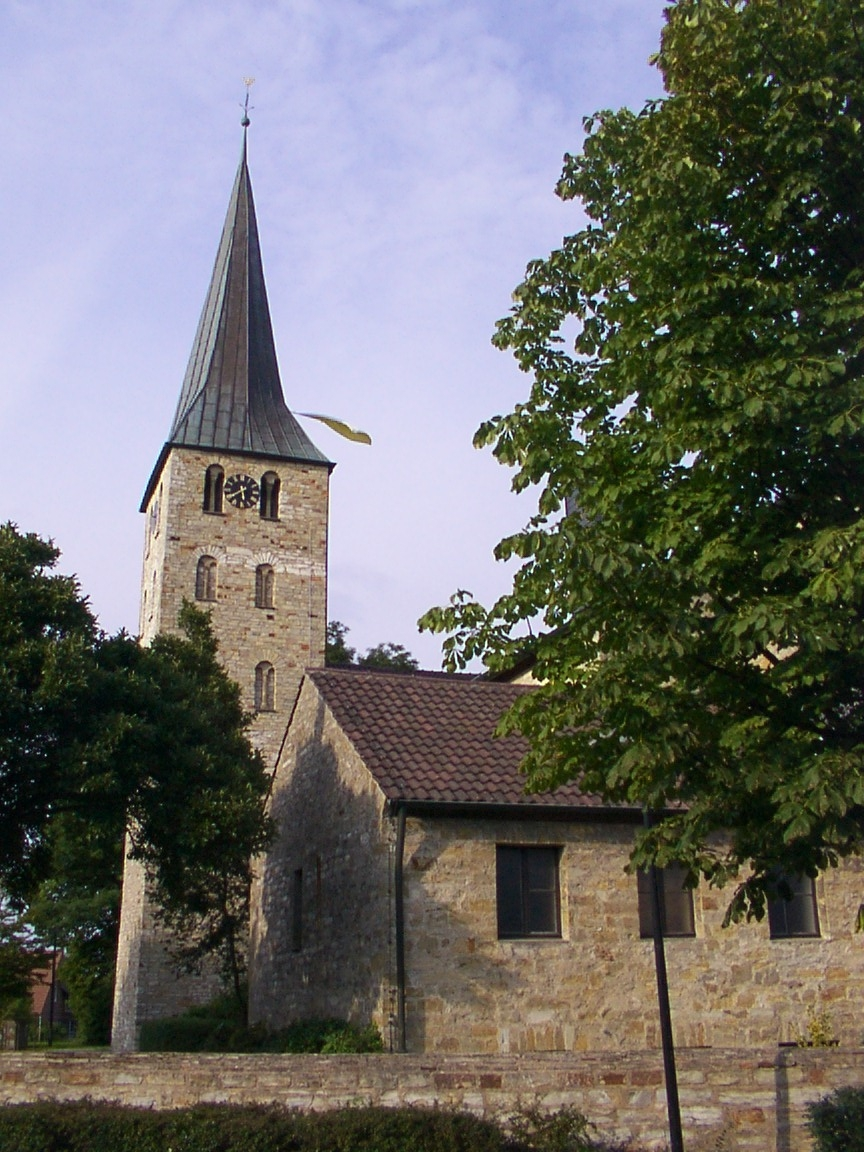
Kirche St. Georg in Oberntudorf

Oberntudorf ist ein südöstlicher Stadtteil von Salzkotten in Nordrhein-Westfalen, Deutschland und gehört zum Bürener Land im Hochstift Paderborn.

## Geografie

### Geografische Lage
Oberntudorf liegt am Ostrand des Hellwegraums,
nahe der Grenze zur Paderborner Hochfläche. Laut Handbuch der naturräumlichen Gliederung Deutschlands liegt Oberntudorf in der Untereinheit 542.23 Geseker Oberbörde, die zu der Teileinheit 542.2 Oberer Hellweg, der Haupteinheit 542 Hellwegbörden und der Haupteinheitengruppe 54 Westfälische Bucht gehört.

Die zu Oberntudorf gehörende Fläche 'riegelt' den Ortsteil Niederntudorf von den anderen Stadtteilen der Stadt Salzkotten ab, wie aus der Karte 'Lage von Oberntudorf in der Stadt Salzkotten' zu entnehmen ist.

### Nachbarorte
Beginnend im Norden grenzt Oberntudorf im Uhrzeigersinn an den Paderborner Stadtteil Wewer, den Borchener Ortsteil Alfen, den Salzkottener Stadtteil Niederntudorf, die Bürener Stadtteile Wewelsburg und Ahden sowie die Salzkottener Stadtteile Upsprunge und Salzkotten, die allesamt dem Kreis Paderborn angehören.

### Klima
Oberntudorf gehört wie Ostwestfalen-Lippe insgesamt zum ozeanischen Klimabereich Nordwestdeutschlands, dem es geringe Temperaturgegensätze und milde Winter verdankt. Allerdings sind schon kontinentale Einflüsse wirksam. So liegt die Temperatur im Sommer höher und die Nächte sind kühler als in größerer Nähe zur Küste. An der Abmilderung der Niederschlagsmenge und der höheren Zahl an Sonnentagen sind allerdings auch die umliegenden Mittelgebirge beteiligt.

## Geschichte

### Ersterwähnung und Ortsname
In einer Urkunde des Bischofs Heinrich II wird bestätigt, dass der Abt des Klosters Abdinghof, Hamuko, durch Tausch einen Hof erworben hat. „Zeuge dieses Vorgangs im Jahre 1127 war Altmar de Thiuthorpe“. 1321 wird die Lage von Höfen des Domkapitel mit „superiori et inferiori de Tudorp“ angegeben.
Oberntudorf ist 1135 als ‚Thiuthorp‘ und mit dem Zusatz 1336 als ‚Overentudopen‘ (leicht verschrieben) bezeichnet. Neuniederdeutsch ist es Üewerentürpke. Der Name Tudorf wird als ‚Großes Dorf‘ oder ‚Volksdorf‘, bzw. ‚allgemeines Dorf‘ im Sinne öffentlichen Besitzes interpretiert. Obern- meint ‚den oberen, oberhalb gelegenen‘ Ort in der Unterscheidung zu Niederntudorf. Diese einfache Definition trifft zwar für den besiedelten Bereich früherer Zeiten und deren Kerngebiete durchaus zu, doch hat sich Niederntudorf im Verlauf der Separation im 19. Jahrhundert längst auf die 'Höhe' Oberntudorfs ausgedehnt.

### Wappen
Das Wappen für Oberntudorf ist 1970 entstanden. Es zeigt im oberen Teil auf rotem Untergrund einen weißen Drachen, der eine Verbindung zu St. Georg herstellen soll, den Schutzpatron der Kirche in Oberntudorf.
Für den unteren Teil, auf weißem Grund, wurden Siegel und Wappen des 'Konrad von Tudorf' gewählt: die mit einem Helm verbundenen und mit Bändern umwundenen - geschmückten -  Büffelhörner.

### Territoriale Zugehörigkeit und Verwaltung
Das Gebiet von Oberntudorf gehört schon seit dem frühen Mittelalter zum Gebiet des späteren Hochstifts Paderborn (Fürstentum) an der Grenze zum kurkölnischen Herzogtum Westfalen.
1802 verliert das Hochstift Paderborn mit der Besetzung durch Preußen seine staatliche Selbständigkeit, fällt aber bereits 1807 für wenige Jahre an das Königreich Westphalen, in dem Oberntudorf zum Kanton Kirchborchen im Departement der Fulda gehört.
Oberntudorf fällt 1813 nach der napoleonischen Niederlage an Preußen zurück, wird 1815 in die neue Provinz Westfalen eingegliedert und kommt durch Erlass der Königlichen Regierung in Minden 1816 an den neuen Kreis Paderborn. 1832 gibt der Kreis Paderborn Niederntudorf und Oberntudorf an den benachbarten Kreis Büren ab. Bei Einteilung der Landkreise in Ämter kommt Oberntudorf zum Amt Salzkotten, das ab 1859 in Personalunion zusammen mit dem Amt Boke verwaltet wird und in den 1930er Jahren im Amt Salzkotten-Boke aufgeht.
Am 1. Januar 1975 werden die meisten Gemeinden des Amtes Salzkotten-Boke und somit auch Oberntudorf durch das Sauerland/Paderborn-Gesetz zur neuen Stadt Salzkotten zusammengelegt und kommen mit dieser zum Kreis Paderborn. Rechtsnachfolgerin des aufgelösten Amtes Salzkotten-Boke und der Gemeinde Oberntudorf ist die Stadt Salzkotten.
Oberntudorf ist ein Stadtteil Salzkottens, und der von den Bürgern gewählte Stadtrat wählt für die Stadtteile Ortsvorsteher.

### Einwohnerentwicklung

Einwohnerentwicklung von 1818 bis 2015 nach nebenstehender Tabelle

| Jahr      | 1818 | 1831 | 1837 | 1843 | 1849 | 1852 | 1858 | 1867 | 1871 | 1885 | 1895 |
| Einwohner | 339  | 403  | 430  | 464  | 424  | 440  | 385  | 429  | 418  | 442  | 450  |

| Jahr      | 1905 | 1925 | 1933 | 1939 | 1946 | 1950 | 1957 | 1961 | 1965 | 1972 | 1975 | 1980 | 1985 | 1990 | 1995 | 2000  |
| Einwohner | 505  | 534  | 549  | 584  | 854  | 866  | 742  | 803  | 868  | 904  | 904  | 973  | 1068 | 1068 | 1254 | k. A. |

| Jahr      | 2005  | 2010 | 2015 |
| Einwohner | k. A. | 1354 | 1369 |

## Politik

### Stadtratswahl
Bei der letzten Kommunalwahl 2020 gaben die Bürger Oberntudorfs ihre Stimmen bei der Wahl zum Salzkottener Stadtrat wie folgt ab:
| Partei | %     |
| ------ | ----- |
| CDU    | 63,10 |
| Grüne  | 14,58 |
| SPD    | 14,92 |
| AfD    | 4,76  |
| FDP    | 3,27  |

### Ortsvorsteher
Ortsvorsteher ist Hans Werner Wessel (CDU).

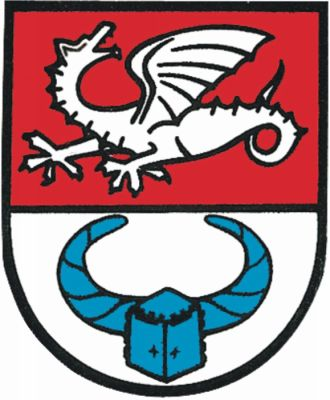
Wappen der Ortschaft Oberntudorf

## Wirtschaft und Infrastruktur

### Medien
Neben den im Artikel Salzkotten beschriebenen Medien sind heutzutage die Webseiten der Vereine und Institutionen, sowie die neuen Sozialen Medien zu nennen, durch die sich auch im ländlichen Raum Absprachen, Informationsvermittlung und Kommunikation vereinfachen.

## Sehenswürdigkeiten

### Baudenkmäler
- Liste der Baudenkmäler in Salzkotten – Oberntudorf

Kirche St. Georg
Die Entstehung der Pfarrkirche St. Georg wird nach baugeschichtlicher Einordnung für das 12. Jahrhundert angenommen. Lübke (1853) geht sogar davon aus, dass sie aufgrund diverser Bauelemente als eine erste 'Stiftung' sogar dem Bischof Meinwerk (1009–1036) zugeschrieben werden kann.
Ein wesentlicher Bezug für diese Einschätzung ist das Tympanon über dem alten Nordtor: Es ist eine der wenigen Reliefplastiken dieser Zeit in Westfalen.

Heiligenhäuschen
Das im 18. Jahrhundert errichtete Heiligenhäuschen in der Brunnenstraße wird kunsthistorisch dem Übergang vom Barock zum Klassizismus zugeordnet. „Die ungewöhnlich reichen Stuckverzierungen der Vorderseite - Blumengirlanden um die Öffnung, Blatt- und Blumenornamentik am Sockel - gehören eindeutig dem Zeitalter des Barock an, während der [...] Lorbeerkranz an den beiden Seiten eher ein neues, klassisches Empfinden zum Ausdruck bringt.“ Der 1992 restaurierte Bildstock steht unter Denkmalschutz: Die ursprüngliche Fassung in der Öffnung – in der die Monstranz abgestellt wird – mit Smalte und Gold sowie Zinnober und Russisch Grün bei den Stuckverzierungen, wurde allerdings mit einfacheren Pigmenten durchgeführt, bei der jedoch zumindest die Farbgebung aufgegriffen wurde. Das Denkmal selbst wird von dem ortsüblichen 'Tudorfer Pflaster' umrahmt.
Die Fronleichnamsprozession nimmt inzwischen unterschiedliche Wege, und so wird diese Station nur im rhythmischen Wechsel einbezogen.